# تادرس وهبي
تادْرُس وَهْبي بك الطهطاوي (1856 - 1934) لغوي وأدبي وشاعر مصري. ولد في القاهرة لعائلة قبطية، ونشأ بها. تعلم اللغتين الفرنسية والأرمنية بمدرسة الأرمن، والعربية والإنجليزية والإيطالية بمدرسة الأقباط. ثم التحق بالأزهر فحفظ القرآن. عمل مترجمًا بقلم الترجمة في نظارة المعارف، ثم مدرسًا بمدرسة الأقباط وترقى فيها إلى أن أصبح ناظر المدرسة، وشغل هذه الوظيفة حتى تقاعد عام 1916. توفي عن عمر 78 عامًا في مسقط رأسه. له مؤلفات عديدة في الأدب واللغة، وروايات ومسرحيات وترجمات أدبية عن الفرنسية، وقصص تمثيلية، وديوان أشعار.

## سيرته
ولد تادرس وهبي بك بن وهبة الطهطاوي سنة 1856 وقيل 1860 في حارة زويلة بالقاهرة بإيالة مصر العثمانية، ونشأ بها. تعلم في مدرسة الأرمن والمدرسة القبطية بالأزبكية، وحضر دروس الفقه واللغة في الأزهر فحفظ القرآن ودرس علوم الحديث والفقه وهو «أول قبطي مصري يحفظ القرآن الكريم في العصر الحديث»، ثم درس اللغة القبطية على برسوم الراهب.

اشتغل بالتدريس في اللغة العربية والفرنسية بمدرسة حارة السقايين، ثم ناظرًا لمدرسة الأقباط الكبرى، وأخذ عنه الكثير من مشاهير عصره. تولى تحرير جريدة الوظيفة المصرية التركية.

توفي تادرس وهبي سنة 1934 بالقاهرة بالمملكة المصرية.

## أدبه
واهتم بالأدب ونظم الشعر والترجمة الأدبية، وله مقالات أدبية نشرت في الجريدة الرسمية، ومجلة «روضة المدارس». يعتبر من المؤسسين للمسرح المصري الحديث. جاء في معجم البابطين عنه «شاعر مناسبات تراوحت أغراضه بين المدح والرثاء والتهنئة في مناسبات مختلفة، تعكس قصائده بعض أحداث عصره (المصرية)، كما عكس شعره ثقافته التي جمعت بين المسيحية والإسلامية بتسامح كبير، في لغته سلاسة تستمد من استخدامه لبعض المفردات الدارجة في عصره. صوره ومعانيه قليلة.»

## آثاره
من مؤلفاته:
- «الأثر الجليل في رثاء إسماعيل»
- «الأثر النفيس في رثاء بطرس الأكبر ومحاكمة الكسيس»
- «التحفة الوهبية في تقريب اللغة الفرنسية» أو «التحفة الوهبية في اللغة الفرنسية»
- «الخلاصة الذهبية في اللغة العربية»
- «الدر الثمين في تاريخ المرشال طورين»
- «الدورس الابتدائية في اللغة القبطية»
- «العقد الأنفس في ملخص التاريخ المقدس»
- «بطرس الأكبر»، رواية
- «بهجة النفوس في سيرة أرتيينيئوس»»
- «تاريخ مصر مع فلسفة التاريخ»
- «تليماك»، رواية، ترجمها عن الفرنسية
- «رسالة الاختراعات الحديثة»
- «عنوان التوفيق في قصة يوسف الصديق»
- «مرآة الظرف في الصرف»
- ديوان شعر وخطبه
- كتاب في اللغة القبطية
- كتاب في فنون الأدب